# DRX VS
DRX VS(DRX Vision Strikers)는 대한민국에 위치한 DRX 산하 프로게임단 브랜드이다.

## 개요
2020년 4월 30일, Project_kr이라는 이름으로 창단한 뒤 동년 6월 8일 국내 e스포츠 스타트업인 이드림워크코리아의 스폰서 후원을 받아 Vision Strikers로 정식 창단했다.
2021년 12월 21일, ROX 드래곤즈 철권 팀을 인수했다.
2022년 1월 7일, DRX에 인수되었다. 이에 팀명이 DRX VS로 변경되었고, VS브랜드는 인수 이후에도 운영 독립성을 유지하게 되었다.
2022년 1월 12일, DRX로 통합되었다. 통합 이후에도 VS브랜드의 스폰서십은 독자적으로 운용한다.

## 소속 선수

### 발로란트
- 감독 : 편선호 termi
- 코치 : 권순우 Argency, 김민수 glow
- 주장 : 김명관 MaKo

| 이름   | 아이디    | 비고   |
| ------ | --------- | ------ |
| 송현민 | HYUNMIN   | ACTIVE |
| 노하준 | free1ng   | ACTIVE |
| 김명관 | MaKo      | ACTIVE |
| 강하빈 | Beyn      | ACTIVE |
| 조민혁 | Flashback | ACTIVE |

### 워크래프트 III
| 이름   | 아이디 | 비고 |
| ------ | ------ | ---- |
| 장재호 | Moon   |      |

### 철권 7
| 이름   | 아이디   | 비고 |
| ------ | -------- | ---- |
| 배재민 | Knee     |      |
| 강성호 | CHANEL   |      |
| 박병호 | INFESTED |      |

## 주요 성적

### 발로란트
주요 대회 우승 7회
- WESL x 투네이션 우승
- 아시안 트레이닝 투어 인비테이셔널 우승
- 클랜 배틀 1회차 우승
- 클랜 배틀 2회차 우승
- 클랜 배틀 3회차 우승
- 익스트림슬랜드 조위컵 우승
- 클랜 마스터즈 2020 우승
- 아프리카TV 아시아 쇼다운 우승
- 이펄즈 로열 시컵 우승
- 두위 비에장컵 시즌 1 우승
- 클랜 배틀 액트 2 1회차 우승
- 클랜 배틀 액트 2 2회차 우승
- A.W 익스트림 마스터스 아시아 인비테이셔널 우승
- 클랜 배틀 액트 2 3회차 우승
- 발로란트 퍼스트 스트라이크 코리아 우승
- 2021 발로란트 챔피언스 투어 마스터스 스테이지 1 대한민국 우승
- 2021 발로란트 챌린저스 코리아 스테이지 2 3/4위
- 2021 발로란트 챌린저스 코리아 스테이지 3 우승
- 2021 발로란트 챔피언스 투어 마스터스 스테이지 3 5~8위
- 발로란트 챔피언스 2021 9~12위
- 발로란트 챔피언스 2022 3위
- 2023 VCT PACIFIC 준우승
- 발로란트 챔피언스 2023 5~8위
- 발로란트 챔피언스 2024 5~8위
- 2025 VCT PACIFIC KICKOFF 우승